# Station Dobrzany
Station Dobrzany was een spoorwegstation in de Poolse plaats Dobrzany.